# グラステタニー
グラステタニー（英:grass tetany）とは牧草を主な原因とする低マグネシウム血症を呈し、興奮および痙攣などの神経症状を示す疾病。主にウシやヒツジに発生する。

## 原因
牧草のマグネシウム不足あるいはカリウム過剰によるマグネシウム欠乏を原因とする。カルシウムとマグネシウムの吸収はカリウムの吸収と拮抗するために土壌中のカリウム濃度がマグネシウムと比べ相対的に高いとマグネシウムは欠乏する。

## 疫学
一般に自然草地に比べ人工草地ではマメ科植物が少ない。概してイネ科植物はマメ科植物に比べマグネシウム含有量が少ないため、人工草地に放牧した場合、グラステタニーの発生は多くなる。また、低温多湿の初春や秋期に多発する。この原因として、低温では草のマグネシウム吸収が抑制されるためであると考えられている。高タンパク質飼料は第一胃におけるアンモニア濃度を上昇させ、リン酸アンモニウムマグネシウムの不溶沈殿物を形成し、マグネシウムの吸収を阻害する。また、窒素含量の多い牧草では下痢を起こしやすく、腸管からのマグネシウムの吸収が低下する。妊娠末期、泌乳期の乳牛、放牧牛、輸送後の牛に発生しやすい。

## 診断
放牧牛（特に人工草地における）が興奮や痙攣などの神経症状を示した場合に本症を疑う。血清マグネシウム濃度が1.0mg/dl以下であれば本症と診断する。鑑別疾患として破傷風、神経型ケトーシスがある。

## 治療
25%硫酸マグネシウム溶液、ボログルコン酸カルシウムの投与。

## 予防
定期的なマグネシウム投与、放牧地へのマグネシウム塩の散布。マメ科植物の導入。